# 酒巻和男
酒巻 和男（さかまき かずお、1918年（大正7年）11月8日 - 1999年（平成11年）11月29日）は、日本の海軍軍人、後にビジネスマン。太平洋戦争劈頭の真珠湾攻撃において特殊潜航艇「甲標的」搭乗員として参加。艇が座礁し、太平洋戦争における最初の日本人捕虜となる。最終階級は海軍少尉。

## 来歴・人物

### 生い立ち
徳島県阿波郡林村（現：阿波市）で、8人きょうだいの次男に生まれた。徳島県脇町中学校を経て1940年（昭和15年）8月7日に海軍兵学校を卒業（第68期生）した。同期生に豊田穣、広尾彰がいる。その後、日本海軍に入隊した。

### 真珠湾攻撃

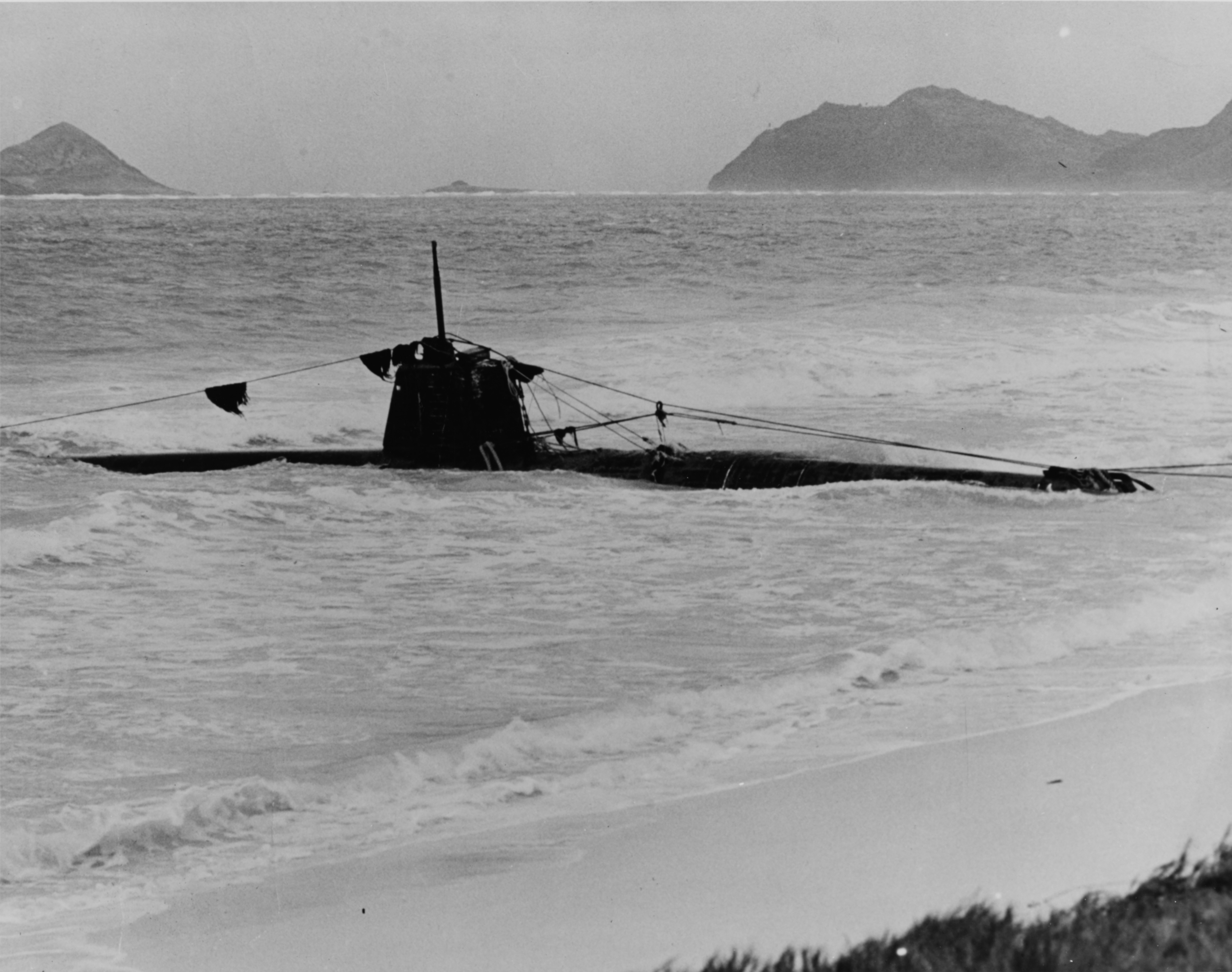
真珠湾に打ち上げられた酒巻、稲垣が乗り込んだ甲標的

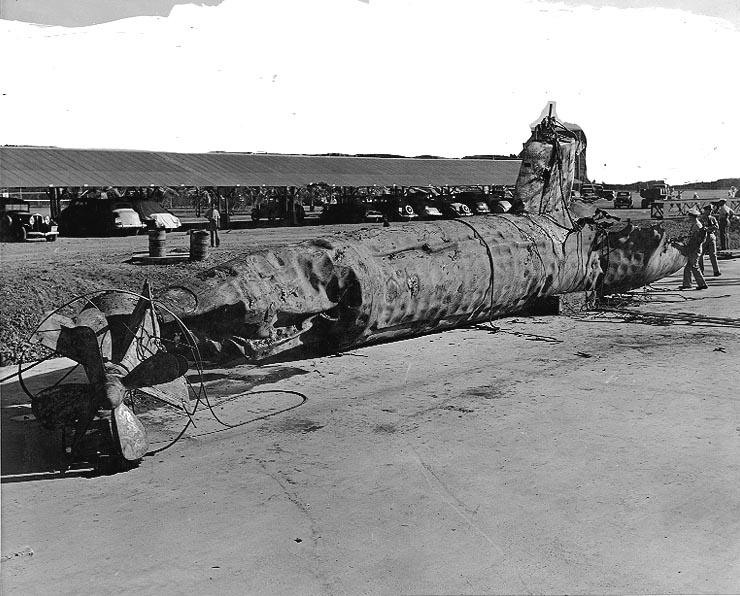
米軍により回収された甲標的

太平洋戦争（大東亜戦争）における第一撃として、日本海軍は日本時間の1941年（昭和16年）12月8日、米領ハワイのオアフ島真珠湾に停泊するアメリカ海軍太平洋艦隊や周辺の軍事基地に対する奇襲（真珠湾攻撃）を実施。主軸となる空母艦載機による空襲に加えて、大型潜水艦から進発する特殊潜航艇「甲標的」（以下「特潜」）による米軍艦艇への魚雷攻撃も企図された。
酒巻は海軍少尉として、特潜の搭乗員に選抜されたが、出撃前の検査において羅針儀が故障していることが判明した。潜水艦母艦においては羅針儀の修理が不可能であり、羅針儀なしでの出撃という危険な状況になるにもかかわらず、酒巻は出撃することを主張しこれが認められた。
12月6日にはオアフ島沖で「特潜」は母船から離され、真珠湾内のアメリカ海軍艦艇を攻撃するために進んでいたものの、羅針儀が故障していることもあり水深が浅い海域に迷い込み珊瑚礁に座礁した。その後、アメリカ海軍の駆逐艦ヘルム（USS Helm, DD-388）の攻撃を受けたが、これをかわし湾外に逃れたものの最終的に再度座礁した。
座礁後に「特潜」の鹵獲を防ぐ為に時限爆弾を仕掛け、同乗していた稲垣清二等兵曹と共に脱出するが、漂流中に稲垣ともはぐれ、酒巻自身も酸欠による失神状態で海岸に漂着していたところを、ハワイ州兵第298歩兵連隊G中隊のデビッド・アクイ伍長に発見され、対米戦争での最初の日本人捕虜となる。
このとき米軍に拿捕された「特潜」の船体は戦時公債を募集するための宣伝材料として米国を巡回展示され、現在はテキサス州フレデリックスバーグの太平洋戦争国立博物館にある。

### アメリカ軍捕虜時代
この時、真珠湾攻撃で使用された「特潜」は全部で5艇（乗員10名）であったが、当初は全艇が集合地点に帰還しなかった上に、米軍のラジオ放送などで撃沈されたと報じられたことから全員が戦死したものと考えられた。その後、米軍のラジオ放送から酒巻が生存し捕虜となったことが公表されたものの、酒巻が捕虜となったことは日本海軍によって秘密にされた。
日本海軍は酒巻以外の全員を戦死扱いとし、大本営は戦死した9名を「九軍神」として1942年3月に発表した。酒巻の15歳年下の弟は、実家を訪ねてきた海軍将校が特殊潜航艇乗り組みであることは伏せて「戦死」と伝え、後日来訪した将校は「生死不明」としたうえ他言無用と告げたことを記憶している。
酒巻は1944年（昭和19年）8月31日附で予備役編入とされている。
捕虜収容所では自決を願うも拒否された。収容所で真珠湾攻撃のために収容されていたハワイ浄土宗第8代総長の名護忍亮師から捕虜として生きていく教えを受け、ハワイの収容所からアメリカ本土の収容所に移された後は、同じく自決を決行しようとする日本軍兵士捕虜に対し、自決を止める様に説得して止めさせている。
日本語通訳としても働き、捕虜としての態度が立派であったため、アメリカ軍関係者も酒巻を賞賛した。

### 復員後
終戦後の1946年（昭和21年）にアメリカから復員した。復員後は同姓の酒巻家の婿養子となる。捕虜時代を共にした豊田穣は『中日新聞』記者として酒巻の談話を発表した。
捕虜になることを恥とする価値観は敗戦後もすぐには消えず、酒巻の復員が報道された後に届いた封書には「割腹して詫びよ」と記されたものやナイフを同封したものもあった。日本が開戦した12月8日が近づくと新聞やテレビ局の記者が酒巻を訪ねることが続いたが、一部を手記に発表したほかは、家族には戦争のことは話さなかったとされる。

### トヨタへ
酒巻は結婚し、知人の紹介でトヨタ自動車工業へ入社した。バドミントン部を創設するなど面倒見がよいことで知られ、捕虜生活で学んだ英語を生かして輸出部次長などとして勤め、1969年（昭和44年）に同社のブラジル現地法人である「トヨタ・ド・ブラジル」の社長に就任した。同地にて日系商工会議所専務理事も兼任し、1987年（昭和62年）にトヨタ自動車を退職。1999年（平成11年）11月29日、愛知県豊田市で死去。81歳没。
長男の潔（きよし）は小学校時代、父に自分の名の由来を尋ねたところ「読んで字の如く『いさぎよし』だ」と教えられたが、甲標的に同乗した稲垣清（きよし）の遺族を三重県に訪ねた折、戦友の名もちなんでいるかも知れないと思い至ったという。
甲標的の訓練施設があった愛媛県伊方町では、「大東亜戦争九軍神慰霊碑」の隣に2021年12月8日、酒巻を含めた10人の「史跡 真珠湾特別攻撃隊の碑」が、クラウドファンディングにより建てられた。碑には、出撃前に撮影された10人の写真が埋め込まれているが、戦時中、日本軍は酒巻だけを削って公表していた（淵田美津雄の回想による）。

## 作品化

### 著作
捕虜収容所での生活や苦悩を書いた手記として、1947年（昭和22年）に『俘虜生活四ケ年の回顧』を東京講演会から、1949年（昭和24年）に『捕虜第一号』を新潮社からそれぞれ出版している。後者は後に英訳され、I Attacked Pearl Harbor の題名で出版された。いずれも長らく絶版だったが、2020年（令和2年）に2冊を合本・改訂した復刻版（ISBN 9784991160714）がイシダ測機より刊行された。

### ドラマ
酒巻の捕虜になるまでの過程が、TBSテレビのバラエティ番組『ギミア・ぶれいく』内でドラマ化されて放送された。
また、NHK土曜ドラマスペシャル『真珠湾からの帰還〜軍神と捕虜第一号〜』（主演：青木崇高）としてドラマ化され、2011年（平成23年）12月10日に放送された。

### その他
山崎豊子の小説『約束の海』（2013年（平成25年）8月から『週刊新潮』で連載していたが、連載中に作者死去により未完。第1部のみ書籍化）の主人公・花巻朔太郎及び主人公の父のモデルであるといわれている。また同著者の小説『二つの祖国』でもモデルとなった人物が少しだけ登場している。